# Экономическая и социальная комиссия для Западной Азии
Экономическая и социальная комиссия ООН для Западной Азии (ЭСКЗА или ЭСКЗА ООН; англ. United Nations Economic Commission for Western Asia, UN ESCWA, араб. اللجنة الاقتصادية والاجتماعية لغربي آسيا‎), одна из пяти (самая «молодая» по времени создания) региональных комиссий Экономического и Социального Совета ООН, учреждённая резолюцией ЭКОСОС в целях содействия всестороннему экономическому и социальному развитию стран региона и в качестве одной из мер для успешного осуществления Международной стратегии развития на второе Десятилетие развития Организации Объединенных Наций.

## История создания. Цели и задачи
Экономическая комиссия для Западной Азии была создана 9 августа 1973 г. в соответствии с резолюцией Экономического и Социального Совета ООН в качестве преемника Экономического и социального бюро Организации Объединенных Наций в Бейруте. Мандат Комиссии включал в себя создание благоприятных условий для экономического восстановления и развития стран Западной Азии (включая некоторые государства Северной Африки) и развития их экономических отношений как между собой, так и с другими странами мира; проведение исследований и изучение проблем экономического характера в регионе; сбор, оценку и распространение экономической, технической и статистической информации; предоставление консультативного обслуживания государствам-членам и др.
Чтобы подчеркнуть «чрезвычайную важность социального развития в контексте общего развития экономики государств-членов», в 1985 году в соответствии с резолюцией ЭКОСОС 1985/69 Комиссия была переименована в Экономическую и социальную комиссию для Западной Азии (ЭСКЗА).
ЭСКЗА является площадкой для разработки и согласования политических установок в различных отраслях экономики стран-членов, платформой для обсуждения и координации, депозитарием опыта и знаний и информационным хабом. Комиссия координирует свою деятельность с подразделениями центральных учреждений ООН, Специализированными учреждениями ООН и международными и региональными организациями, включая Лигу арабских государств и Совет сотрудничества арабских государств Персидского залива.

## Государства-участники
В настоящее время в состав Экономической и социальной комиссии для Западной Азии входят 20 государств:
- Алжир
- Бахрейн
- Египет
- Ирак
- Иордания
- Йемен
- Катар
- Кувейт
- Ливан
- Ливия
- Марокко
- Мавритания
- Оман
- Государство Палестина
- Саудовская Аравия
- Сирийская Арабская Республика
- Сомали
- Судан
- Тунис
- Объединенные Арабские Эмираты

## Высший орган ЭСКЗА и организация работы Комиссии
Высшим органом ЭСКЗА является конференция представителей стран-членов, которая созывается раз в два года, как правило, в апреле чётного года. Сессии также могут созываться по требованию Экономического и Социального Совета или большинства членов Комиссии. Начиная с 2006 года конференции проходят в двух сегментах: на уровне высоких официальных представителей и на министерском уровне. Обсуждение вопросов происходит в рамках межправительственных органов, каковыми являются: Исполнительный комитет; Статистический комитет; Комитет по социальному развитию; Комитет по энергетике; Комитет по водным ресурсам; Комитет по транспорту и логистике; Комитет по торговой политике; Комитет по финансированию развития; Комитет по делам женщин и Комитет по технологиям в целях развития.

## Глава Комиссии и Секретариат. Бюджет ЭСКЗА
Главой Экономической и социальной комиссии для Западной Азии является Исполнительный секретарь, назначаемый Генеральным секретарём ООН и подчиняющийся ему. Исполнительный секретарь ЭСКЗА отвечает за всю деятельность Комиссии и управление ей; он консультирует Генерального секретаря по вопросам, касающимся социально-экономического развития стран региона; представляет Генерального секретаря при выполнении особых поручений, связанных с вопросами социально-экономической политики в странах Западной Азии и Северной Африки; определяет стратегические рамки для разработки и реализации программы работы ЭСКЗА и поддерживает тесные связи с представителями государств-членов, с другими подразделениями Секретариата ООН, специализированными учреждениями и организациями. С 2019 г. Исполнительным секретарем ЭСКЗА является Роля Дашти, (Кувейт).
Исполнительный секретарь ЭСКЗА руководит работой Секретариата Комиссии. Секретариат ЭСКЗА:
- содействует экономическому и социальному развитию на основе регионального и субрегионального сотрудничества и интеграции;
- играет роль основного форума по вопросам экономического и социального развития в системе Организации Объединенных Наций для региона ЭСКЗА;
- поддерживает разработку ее государствами-членами норм и стандартов, способствующих расширению их экономических связей и интеграции в регионе и в мировую экономику;
- проводит научные и аналитические исследования и поощряет политические меры, нацеленные на экономическое и социальное развитие государств-членов;
- собирает и распространяет информацию и данные, относящиеся к экономическому и социальному развитию региона;
- организует конференции, межправительственные совещания и совещания групп экспертов и выступает в качестве спонсора учебных практикумов, симпозиумов и семинаров;
- подготавливает мероприятия и проекты по оказанию помощи в целях развития, согласующиеся с потребностями и приоритетами региона, и выступает в качестве учреждения-исполнителя соответствующих оперативных проектов и предоставляет правительствам, межправительственным организациям и неправительственным организациям технические консультативные услуги и консультации по конкретным проектам;
- согласует работу ЭСКЗА с деятельностью основных департаментов и управлений ООН в Центральных учреждениях, а также с деятельностью специализированных учреждений и межправительственных организаций, таких, как Лига арабских государств, Совет сотрудничества стран Персидского Залива и Организация Исламская конференция, в целях обеспечения максимальной взаимодополняемости и кумулятивного эффекта;
- Предоставляет основные и секретариатские услуги и документацию для ЭСКЗА и ее вспомогательных органов [5].

Структурными подразделениями Секретариата ЭСКЗА являются Канцелярия Исполнительного секретаря, Отдел статистики, Отдел экономического развития и глобализации, Отдел информационно-коммуникационных технологий, Отдел устойчивого развития и производительности, Отдел социального развития, Центр по делам женщин, Секция по новым проблемам и вопросам, связанным с конфликтами, Отдел планирования программ и технического сотрудничества, Отдел административного обслуживания, Служба безопасности и охраны, Информационная служба ООН и Информационный центр ООН.
Как и Исполнительный секретарь, сотрудники Секретариата ЭСКЗА назначаются Генеральным секретарём ООН и включаются в общее число сотрудников Секретариата ООН. По состоянию на декабрь 2019 года штат сотрудников Секретариата ЭСКЗА составил 366 человек.
Бюджет ЭСКЗА финансируется из регулярного бюджета ООН, в 2019 году его размер составил 36 809 896 долларов США.